# Hormathus giesberti
Hormathus giesberti är en skalbaggsart som beskrevs av Steven W. Lingafelter och Eugenio H.Nearns 2007. Hormathus giesberti ingår i släktet Hormathus och familjen långhorningar. Inga underarter finns listade i Catalogue of Life.